# 太原郡 (南梁)
太原郡，中国南北朝时设置的郡。
南朝梁梁武帝侨置太原郡，治所在今江西省彭泽县东北。《太平寰宇记》卷111江州彭泽县记载，古太原郡在县东北五十里。顾野王《舆地志》，太原郡，梁武帝置，属浔阳。下辖晋阳、天水、和城三县，南陈下辖彭泽、晋阳、天水、和城、西水五县，隋文帝开皇九年（589年）废太原郡。